# 大巴布卡
49°58′54″N 36°44′47″E / 49.98167°N 36.74639°E
大巴布卡（烏克蘭語：Велика Бабка）是烏克蘭東部的村莊，哈爾科夫州丘胡伊夫区的丘胡伊夫市鎮負責管轄。該村始建於1674年，面積3.7平方公里，海拔高度105米，2001年人口700，人口密度每平方公里189.2人。